# Sceloporus asper
Sceloporus asper är en ödleart som beskrevs av  George Albert Boulenger 1897. Sceloporus asper ingår i släktet Sceloporus och familjen Phrynosomatidae. IUCN kategoriserar arten globalt som livskraftig. Inga underarter finns listade i Catalogue of Life.